# Brick Fleagle

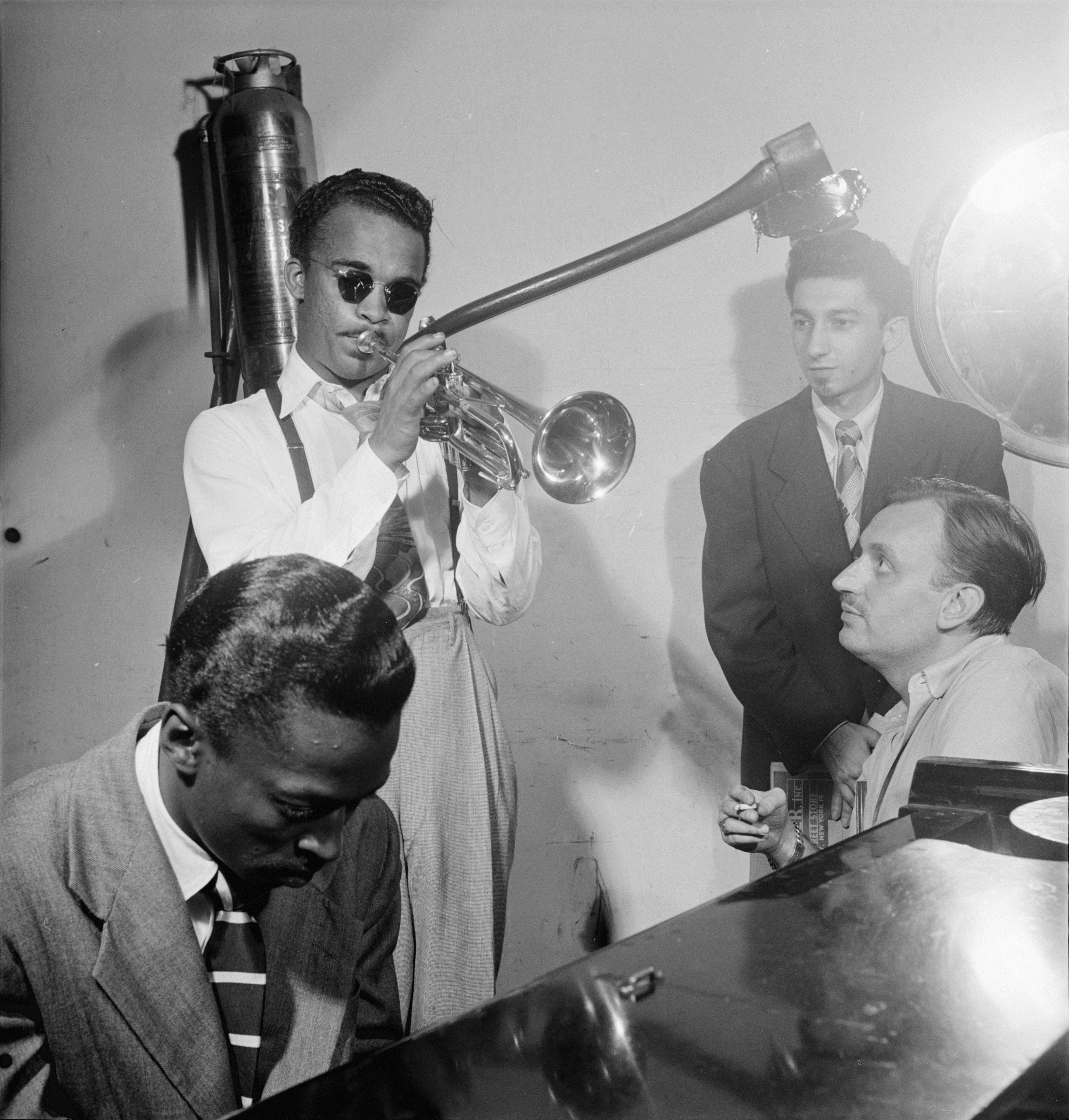
Brick Fleagle (rechtsonder) met Miles Davis (piano) en Howard McGhee (trompet)

Brick Fleagle of Jacob Roger Fleagle (Hanover, 22 augustus 1906 - ?) was een Amerikaanse jazz-gitarist, bandleider en arrangeur. Hij speelde veel samen met trompettist Rex Stewart en schreef charts voor bandleiders als Duke Ellington en Fletcher Henderson. 
Fleagle speelde banjo in allerlei groepen, zoals Sam Robbins and His Baltimoreans, maar stapte eind jaren twintig over op de gitaar. Hij werkte in swingbands van onder meer Orville Knapp en Hal Kemp en begon midden jaren dertig een eigen band, waarmee hij speelde in een ballroom in New York. In die jaren ging hij tevens samenwerken met Rex Stewart, met wie hij vele jaren zou spelen en opnemen. Naast zijn werk als gitarist schreef hij arrangementen voor de grote bands uit de topjaren van de swing, zoals van Ellington, Fletcher Henderson, Chick Webb en Jimmie Lunceford. Ellington zette Fleagle ook in als gitarist bij verschillende plaatopnames. Hij speelde begin jaren veertig in D'Artega Orchestra en was daarna met Stewart actief in een band van Dick Ballou. Ook maakte hij in die tijd opnames met zijn eigen bigband. Fleagle werkte veel samen met Luther Henderson.

## Discografie (selectie)
- Radio discs (acht opnames van Ziggy Elman, tien van Fleagle), Hallmark, 2010 (MP3)

- Bibliothèque nationale de France: cb139403374 (data)
- Gemeinsame Normdatei: 1151405485
- International Standard Name Identifier: 0000 0000 4516 961X
- Library of Congress Control Number: no98004855
- MusicBrainz: 314ca4b0-249c-45d8-89d3-4064b12e5733
- SNAC: w67f07bv
- Système universitaire de documentation: 159682487
- Virtual International Authority File: 2661138
- WorldCat: E39PBJkHhVmbpjpgHw73gVVjYP